# Saverne
Saverne (alzaško Zàwere, nemško Zabern) je naselje in občina v severovzhodni francoski regiji Alzaciji, podprefektura departmaja Bas-Rhin. Leta 1999 je naselje imelo 11.201 prebivalca.

## Geografija
Kraj leži v severovzhodni Franciji ob reki Zorn in kanalu Marna-Ren, približno 40 km severozahodno od Strasbourga. Nahaja se na strateško pomembnem ozemlju ob vznožju prevala Col de Saverne, naravnega prehoda čez Vogeze.

## Administracija
Saverne je sedež istoimenskega kantona, v katerega so poleg njegove vključene še občine Altenheim, Dettwiller, Eckartswiller, Ernolsheim-lès-Saverne, Furchhausen, Gottesheim, Hattmatt, Littenheim, Lupstein, Maennolsheim, Monswiller, Ottersthal, Printzheim, Saint-Jean-Saverne, Steinbourg, Waldolwisheim in Wolschheim s 23.650 prebivalci.
Naselje je prav tako sedež okrožja, v katerem se nahajajo kantoni Bouxwiller, Drulingen, Marmoutier, La Petite-Pierre, Sarre-Union in Saverne z 88.251 prebivalci.

## Zgodovina
Saverne (Tres Tabernae Cesaris - Cezarjeve tri krčme) je bilo pomembno mesto v rimskem obdobju, po vdorih Alemanov obnovljeno pod rimskim cesarjem Julijanom Apostatom. 
V času kmečke vojne 1525 v Svetorimskem cesarstvu so ga zasedli uporniki, slednje je iz mesta pregnal lorenski vojvod Anton II. Med tridesetletno vojno je utrpel hudo opustošenje. Po francosko-pruski vojni je skupaj z ostalim ozemljem Alzacije pripadel Nemškemu cesarstvu, vrnjen Franciji po prvi svetovni vojni.
Saverne je bil leta 1913 prizorišče neslavne Afere Saverne. Ta dogodek je dal ime pojavu zabernizma (po nemškem imenu kraja), to je zlorabi vojaške oblasti oz. neupravičene agresije.

## Zanimivosti
Grb mesta je samorog. Legenda pripoveduje o najdbi samorogovega roga v bližnjih ruševinah gradu. Po vsej verjetnosti gre za zamenjavo roga z narvalovim  zobom.
- Neoklasicistični dvorec Château des Rohan je bil zgajen v letih 1780-1790 iz vogeškega peščenjaka na tleh nekdanje rezidence Strasbourških škofov, uničene v požaru 1779. Ob izbruhu francoske revolucije je bila končana le njegova zunanjost. Ob ukinitvi duhovne oblasti je zgradba izgubila tako lastnika kot svojo namembnost. Postopno propadanje je prekinil francoski cesar Napoleon III. z obnovitvijo in širitvijo dvorca proti mestu. Njegov park je bil leta 1853 odrezan in uničen z izgradnjo vodnega kanala Ren-Marna. Leta 1852 je dvorec postal dom za vdove vitezov legije časti, od leta 1858 pa se v njem nahaja mestni muzej (zgodovina, dekorativna umetnost, arheološki oddelek, etnografska zbirka francoske novinarke in političarke Louise Weiss). Poleg tega se danes v enem od kril nahaja hostel, v drugem krilu pa gledališče in koncertna dvorana.
- Grad Château vieux iz 15. stoletja s pripadajočo cerkvijo,
- gotski samostan, sprva frančiškanov nato minoritov, s cerkvijo, okrašeno s freskami iz 17. stoletja,
- več starejših hiš, med katerimi izstopa Maison Katz.

## Pobratena mesta
- Donaueschingen (Nemčija),
- Leominster (Anglija, Združeno kraljestvo),
- Mlawa (Poljska),
- Pokrov (Rusija).